# 1349
- Wikisource

| Calendário gregoriano                                                        | 1349 MCCCXLIX                                        |
| Ab urbe condita                                                              | 2102                                                 |
| Calendário arménio                                                           | 798 – 799                                            |
| Calendário bahá'í                                                            | -495 – -494                                          |
| Calendário budista                                                           | 1893                                                 |
| Calendário chinês                                                            | 4045 – 4046 Início a 20 de janeiro (aproximadamente) |
| Calendário copta                                                             | 1065 – 1066                                          |
| Calendário etíope                                                            | 1341 – 1342                                          |
| Calendários hindus - Vikram Samvat - Calendário nacional indiano - Cáli Iuga | 1404 – 1405 1270 – 1271 4449 – 4450                  |
| Calendário Holoceno                                                          | 11349                                                |
| Calendário islâmico                                                          | 750 – 751                                            |
| Calendário judaico                                                           | 5109 – 5110                                          |
| Calendário persa                                                             | 727 – 728                                            |
| Calendário rúnico                                                            | 1599                                                 |
| Calendário solar tailandês                                                   | 1892                                                 |

1349 (MCCCXLIX, na numeração romana) foi um ano comum do século XIV do Calendário Juliano, da Era de Cristo, e a sua letra dominical foi D (53 semanas), teve início a uma quinta-feira e terminou também a uma quinta-feira.
| Ano completo                        |
| ----------------------------------- |
| Ano comum com início à quinta-feira |

## Eventos
- Carlos de Valois torna-se no primeiro herdeiro da coroa de França a assumir o título de Delfim
- Peste Negra na Noruega, matando mais de dois terços de sua população

## Mortes
- 3 de Abril - William de Ockham, filósofo, de peste (n. 1285)
- 22 de dezembro - D. Lopo Fernandes Pacheco, foi o 7.º Senhores de Ferreira de Aves, n. 1280.